# Tony Sperandeo
Gaetano Sperandeo, dit Tony Sperandeo, né le 8 mai 1953 à Palerme est un acteur et chanteur italien.

## Filmographie partielle
- 1985 : Pizza Connection de Damiano Damiani
- 1989 : Mery pour toujours (Mery per sempre) de Marco Risi
- 1991 : Il muro di gomma de Marco Risi
- 1991 : Una storia semplice d'Emidio Greco
- 1992 : La discesa di Aclà a Floristella d'Aurelio Grimaldi
- 1993 : L'Escorte (La scorta) de Ricky Tognazzi
- 1995 : Marchand de rêves (L'uomo delle stelle) de Giuseppe Tornatore
- 1995 : Palerme-Milan aller simple (Palermo Milano solo andata) de Claudio Fragasso
- 2000 : Les Cent Pas (I cento passi) de Marco Tullio Giordana
- 2001 : Entre deux mondes (Tra due mondi) de Fabio Conversi
- 2007 : L'uomo di vetro de Stefano Incerti

## Distinctions
- 2001 : David di Donatello du meilleur acteur dans un second rôle